# Kléber Piot
Pour les articles homonymes, voir Piot.
Kléber Piot, né le 18 octobre 1920 à Eaubonne et mort le 5 janvier 1990 à Enghien-les-Bains, est un coureur cycliste français. Professionnel de 1943 à 1952, il remporte quatre victoires.

## Palmarès sur route

### Palmarès amateur
- 1939
  - 2e de Paris-Pacy
- 1941
  - 3e de Paris-Évreux
- 1942
  - Circuit des Aiglons

### Palmarès professionnel
- 1945
  - 3e de Paris-Roubaix
- 1946
  - Critérium national (avec Camille Danguillaume)
  - 2e d'Ajaccio-Bastia
  - 2e de Dijon-Lyon
  - 3e du championnat de France sur route
- 1947
  - Circuit des villes d'eaux d'Auvergne :
    - Classement général
    - 2e étape

  - Prix du Guidon Agenais avec Louis Caput
- 1950
  - 3e du Tour de Romandie
  - 6e du Tour de France
- 1951
  - 3e du Tour du Maroc
  - 3e de Paris-Nice

### Résultats sur le Tour de France
3 participations
- 1947 : 25e
- 1948 : 13e
- 1950 : 6e

## Palmarès en cyclo-cross
| - 1940-1941 - 2e du championnat d'Île-de-France de cyclo-cross - 3e du critérium international de cyclo-cross - 3e du championnat de France de cyclo-cross - 1941-1942 - 2e du critérium international de cyclo-cross - 1943-1944 - 2e du championnat de France de cyclo-cross | - 1944-1945 - 2e du championnat de France de cyclo-cross - 1945-1946 - 2e du championnat de France de cyclo-cross - 1949-1950 - 3e du championnat de France de cyclo-cross |